# Monte Stump
Il Monte Stump (in lingua inglese: Mount Stump) è una montagna antartica per lo più priva di ghiaccio, che si innalza fino a circa 2.490 m, situata 1,9 km a nord- nordest del  Monte Colbert e 3,7 km a nordest del Monte Borcik. È posizionato nella parte sudorientale delle Hays Mountains, catena montuosa che fa parte dei Monti della Regina Maud, in Antartide. 
Il monte fu mappato nel 1960-64 dalla United States Geological Survey (USGS ) sulla base di ispezioni in loco e utilizzando le fotografie aeree scattate dalla U.S. Navy.
La denominazione è stata assegnata dall'Advisory Committee on Antarctic Names (US-ACAN) in onore del geologo Edmund Stump dell'Arizona State University. Stump fu anche investigatore geologico per l'United States Antarctic Research Program (USARP) nelle seguenti località: Ghiacciaio Shackleton (1970–71), Duncan Mountains (1974–75), Ghiacciaio Leverett (1977–78), Ghiacciaio Scott, Ghiacciaio Byrd (1978–79) e La Gorce Mountains (1980–81). Inoltre fu scienziato capo dell'International Northern Victoria Land Project (1981-82) e fece ulteriori ricerche nelle Valli secche McMurdo (gennaio 1983) e nell'area del Ghiacciaio Nimrod (1985-86).